# Ronde van Spanje voor vrouwen 2018
De vierde editie van de Spaanse wielerwedstrijd Madrid Challenge werd gehouden op 15 en 16 september 2018. De wedstrijd maakte deel uit van de UCI Women's World Tour als voorlaatste wedstrijd van 2018 en was ingedeeld in de wedstrijdcategorie 2.WWT. Voor het eerst bestond de wedstrijd uit twee etappes: een ploegentijdrit en de laatste etappe was gelijk aan de vorige edities in de straten van Madrid. De Belgische Jolien D'Hoore was titelverdedigster. De ploegentijdrit werd gewonnen door Team Sunweb, de laatste etappe door de Italiaanse oud-wereldkampioene Giorgia Bronzini (die hierna haar fiets aan de wilgen hing) en het eindklassement werd gewonnen door Ellen van Dijk, die deel uitmaakte van de kopgroep.

## Deelnemende ploegen
Door de invoering van de ploegentijdrit als generale repetitie één week voor het WK, waren er meer topploegen aanwezig dan het vorige jaar. Toch ontbraken deze keer Boels Dolmans, Cervélo-Bigla, Waowdeals en Canyon-SRAM. Met Team Sunweb, Parkhotel Valkenburg, Lotto Soudal Ladies en Doltcini-Van Eyck Sport waren er twee Nederlandse en twee Belgische teams aanwezig.
| UCI-Ploegen                        | UCI-Ploegen          | Nationale selectie |
| ---------------------------------- | -------------------- | ------------------ |
| Alé Cipollini                      | Lotto Soudal Ladies  | Spanje             |
| BePink                             | Mitchelton-Scott     |                    |
| Bizkaia-Durango                    | Movistar Team        |                    |
| BTC City Ljubljana                 | Parkhotel Valkenburg |                    |
| Cogeas-Mettler                     | Sopela Women's Team  |                    |
| Cylance Pro Cycling                | Team Sunweb          |                    |
| Doltcini-Van Eyck Sport            | Wiggle High5         |                    |
| FDJ Nouvelle-Aquitaine Futuroscope | Team WNT             |                    |
| Hitec Products                     | Valcar PBM           |                    |

## Uitslag

### Ploegentijdrit
| Plaats  | Naam                                                                                                 | Ploeg            | Tijd    |
| ------- | --- | ---------------- | ------- |
| Winnaar | Leah Kirchmann Ellen van Dijk Coryn Rivera Lucinda Brand Pernille Mathiesen Liane Lippert            | Team Sunweb      | 17'40"  |
| 2       | Audrey Cordon-Ragot Elisa Longo Borghini Lisa Brennauer Kirsten Wild Emilia Fahlin Annette Edmondson | Wiggle High5     | + 18"   |
| 3       | Jolien D'Hoore Sarah Roy Gracie Elvin Georgia Williams Jessica Allen Alexandra Manly                 | Mitchelton-Scott | + 46"   |
| 4       | BTC City Ljubljana                                                                                   |                  | + 52"   |
| 5       | Cogeas-Mettler                                                                                       |                  | + 1'10" |
| 6       | Valcar PBM                                                                                           |                  | + 1'14" |
| 7       | Movistar Team                                                                                        |                  | z.t.    |
| 8       | FDJ N-Aquitaine Futuroscope                                                                          |                  | + 1'22" |
| 9       | Alé Cipollini                                                                                        |                  | + 1'24" |
| 10      | Parkhotel Valkenburg                                                                                 |                  | z.t.    |
| 11      | Cylance Pro Cycling                                                                                  |                  | + 1'27" |
| 12      | Doltcini-Van Eyck Sport                                                                              |                  | + 1'39" |
| 13      | Team WNT                                                                                             |                  | + 1'43" |
| 14      | Hitec Products                                                                                       |                  | + 1'47" |
| 15      | Lotto Soudal Ladies                                                                                  |                  | + 1'54" |
| 16      | Bizkaia-Durango                                                                                      |                  | + 2'22" |
| 17      | Sopela Women's Team                                                                                  |                  | + 2'34" |
| 18      | Spanje                                                                                               |                  | + 2'43" |
| 19      | BePink                                                                                               |                  | + 2'59" |

### Slotetappe
| Plaats  | Naam                | Ploeg                       | Tijd     |
| ------- | ------------------- | --------------------------- | -------- |
| Winnaar | Giorgia Bronzini    | Cylance Pro Cycling         | 2u17'28" |
| 2       | Sarah Roy           | Mitchelton-Scott            | z.t.     |
| 3       | Charlotte Becker    | Hitec Products              | z.t.     |
| 4       | Ilaria Sanguineti   | Valcar PBM                  | z.t.     |
| 5       | Audrey Cordon-Ragot | Wiggle High5                | z.t.     |
| 6       | Ellen van Dijk      | Team Sunweb                 | z.t.     |
| 7       | Lucinda Brand       | Team Sunweb                 | z.t.     |
| 8       | Małgorzata Jasińska | Movistar Team               | z.t.     |
| 9       | Roxane Knetemann    | Alé Cipollini               | z.t.     |
| 10      | Polona Batagelj     | BTC City Ljubljana          | z.t.     |
| 11      | Dani Christmas      | Bizkaia-Durango             | z.t.     |
| 12      | Natalie van Gogh    | Parkhotel Valkenburg        | z.t.     |
| 13      | Olga Zabelinskaja   | Cogeas-Mettler              | z.t.     |
| 14      | Sara Martin         | Sopela Women's Team         | z.t.     |
| 15      | Coralie Demay       | FDJ N-Aquitaine Futuroscope | z.t.     |
| 16      | Winanda Spoor       | Team WNT                    | z.t.     |
| 17      | Lorena Wiebes       | Parkhotel Valkenburg        | + 13"    |
| 18      | Coryn Rivera        | Team Sunweb                 | z.t.     |
| 19      | Jolien D'Hoore      | Mitchelton-Scott            | z.t.     |
| 20      | Eugenia Bujak       | BTC City Ljubljana          | z.t.     |

### Eindklassement
| Plaats  | Naam                 | Ploeg               | Tijd     |
| ------- | -------------------- | ------------------- | -------- |
| Winnaar | Ellen van Dijk       | Team Sunweb         | 2u35'03" |
| 2       | Coryn Rivera         | Team Sunweb         | + 11"    |
| 3       | Audrey Cordon-Ragot  | Wiggle High5        | + 15"    |
| 4       | Leah Kirchmann       | Team Sunweb         | + 18"    |
| 5       | Liane Lippert        | Team Sunweb         | + 24"    |
| 6       | Emilia Fahlin        | Wiggle High5        | + 29"    |
| 7       | Kirsten Wild         | Wiggle High5        | + 36"    |
| 8       | Sarah Roy            | Mitchelton-Scott    | + 41"    |
| 9       | Lisa Brennauer       | Wiggle High5        | + 42"    |
| 10      | Elisa Longo Borghini | Wiggle High5        | z.t.     |
| 11      | Polona Batagelj      | BTC City Ljubljana  | + 57"    |
| 12      | Jolien D'Hoore       | Mitchelton-Scott    | + 1'04"  |
| 13      | Ilaria Sanguineti    | Valcar PBM          | + 1'08"  |
| 14      | Eugenia Bujak        | BTC City Ljubljana  | + 1'09"  |
| 15      | Olga Zabelinskaja    | Cogeas-Mettler      | + 1'15"  |
| 16      | Maaike Boogaard      | BTC City Ljubljana  | + 1'16"  |
| 17      | Corinna Lechner      | BTC City Ljubljana  | z.t.     |
| 18      | Annette Edmondson    | Wiggle High5        | z.t.     |
| 19      | Giorgia Bronzini     | Cylance Pro Cycling | + 1'17"  |
| 20      | Małgorzata Jasińska  | Movistar Team       | + 1'19"  |

2015 · 2016 · 2017 · 2018 · 2019 · 2020 · 2021 · 2022 · 2023 · 2024 · 2025
 Strade Bianche ·
 Ronde van Drenthe ·
 Trofeo Alfredo Binda-Comune di Cittiglio ·
 Driedaagse van De Panne-Koksijde ·
 Gent-Wevelgem ·
 Ronde van Vlaanderen ·
 Amstel Gold Race ·
 Waalse Pijl ·
 Luik-Bastenaken-Luik ·
 Ronde van Chongming ·
 Ronde van Californië ·
 Emakumeen Bira ·
 The Women's Tour ·
 Ronde van Italië voor vrouwen ·
 La Course by Le Tour de France ·
 RideLondon Classique ·
 Open de Suède Vårgårda ·
 Ronde van Noorwegen ·
 Bretagne Classic ·
 Boels Rental Ladies Tour ·
 La Madrid Challenge by La Vuelta ·
 Ronde van Guangxi